# Кшепице

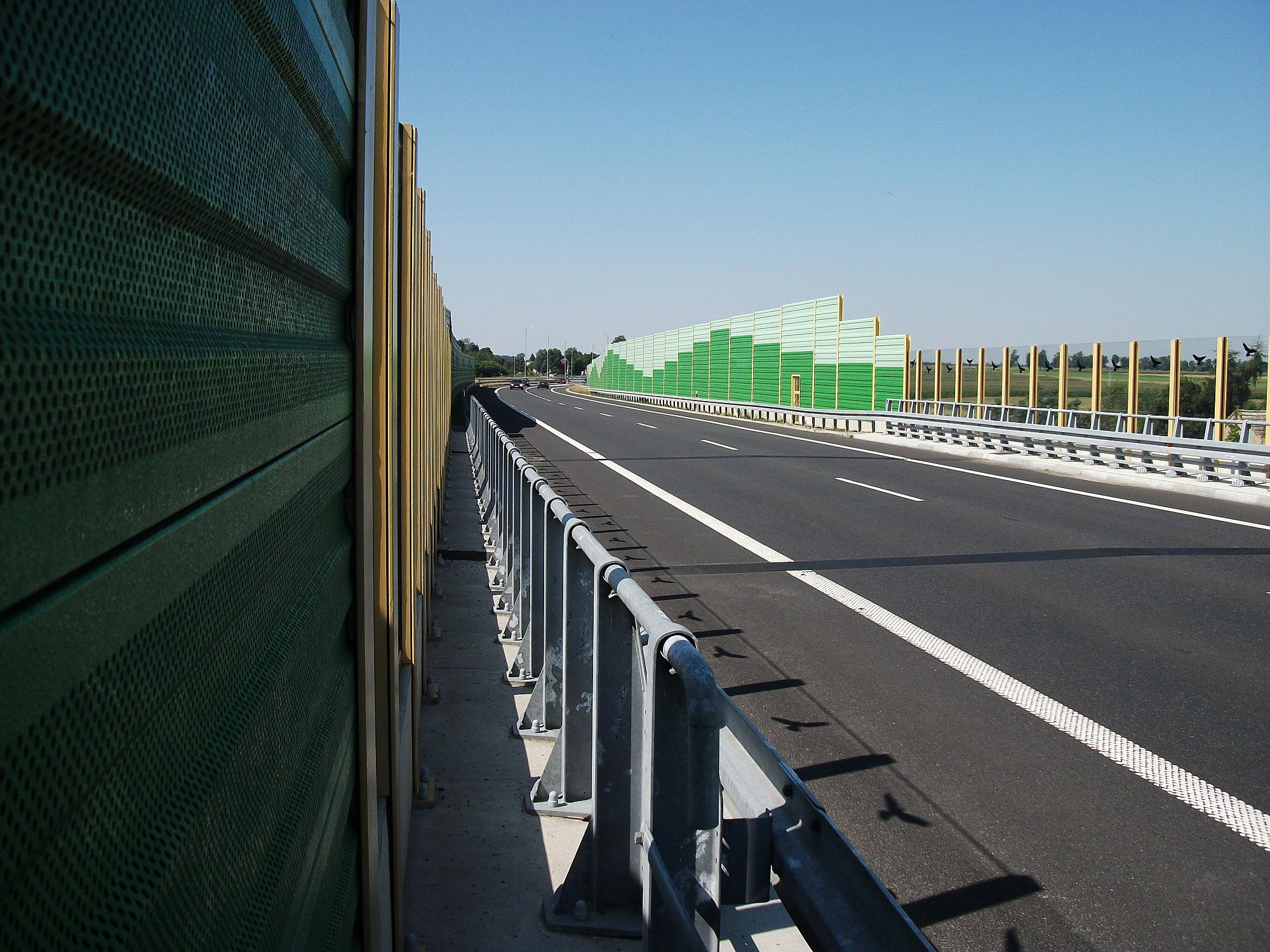
Кшепице — Кольцевая автомобильная дорога — народная дорога 43 (Велюнь-Ченстохова)

Кшепице (пол. Krzepice)  —  город  в Польше, входит в Силезское воеводство,  Клобуцкий повят.  Имеет статус городско-сельской гмины. Занимает площадь 27,71 км². Население — 4532 человека (на 2004 год).

## История

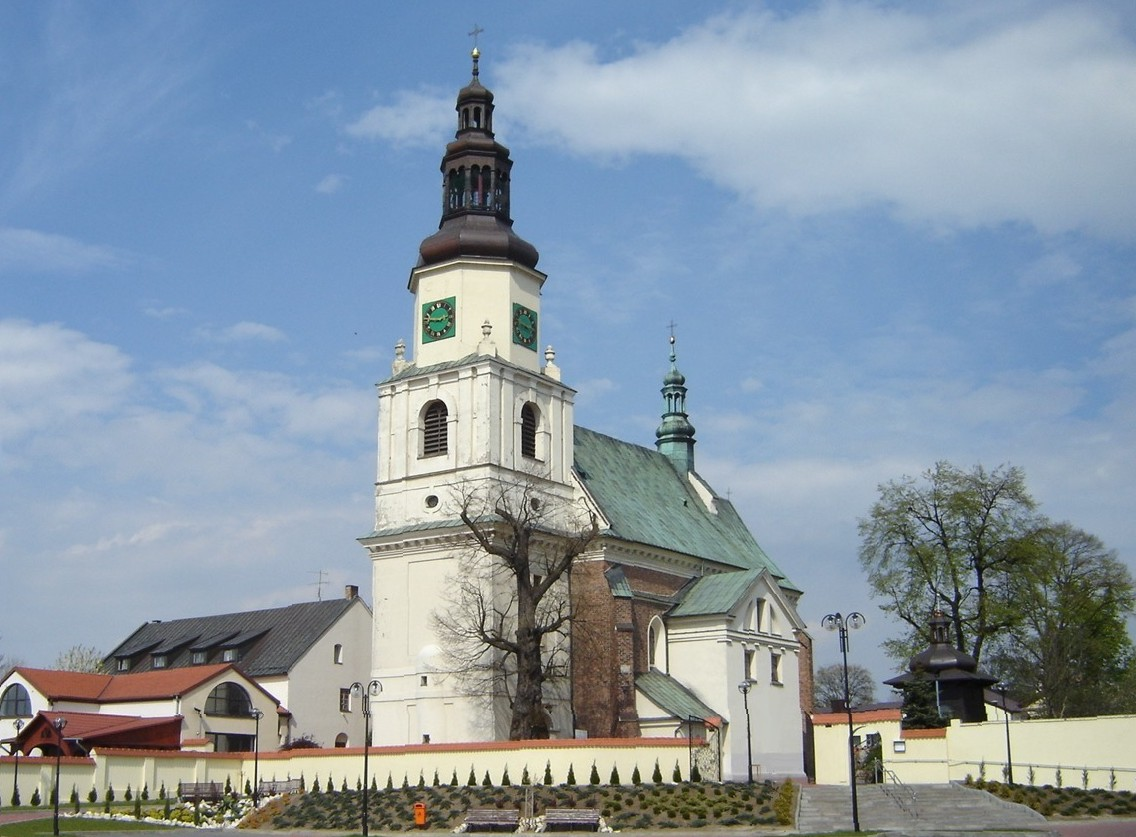
Костёл